# Großensterz
Großensterz (bairisch: Grousnstaaz) ist ein Straßenangerdorf im Landkreis Tirschenreuth. Zusammen mit Kleinsterz und dem Weiler Hammermühle bildete es bis zur Gebietsreform in Bayern, durch die es am 1. April 1971 zur Stadt Mitterteich kam, die Gemeinde Großensterz.
Großensterz ist bis heute bäuerlich geprägt. Die landwirtschaftlichen Anwesen, durchgängig in Vierecksform angelegt, reihen sich zu beiden Seiten des Straßenangers. Die überwiegend giebelständigen Bauernhäuser sind durchgehend zweigeschossige Steinbauten. Fachwerkbauten kommen – anders als in einigen Dörfern des Landkreises und im Egerland – nicht (mehr) vor. Die Häuser sind in einem einfachen Barockstil gehalten, der auch für die in den letzten Jahren errichteten Neubauten verwendet wurde. So sind die Außenwände meist durch farblich abgesetzte Putzstreifen entlang der Geschosse und Gebäudekanten gegliedert. Bei der Dachform überwiegt das Krüppelwalmdach. Der Ort ist in seiner ursprünglichen Form als Straßenangerdorf, frei von entstellenden Neubaugebieten, erhalten.
Die Bauernhöfe sind unter ihren Hofnamen bekannt, die sich überwiegend von Vornamen früherer Besitzer ableiten lassen, wie z. B. Doamer (abgeleitet von Thomas), Hansgirgel (Hans-Georg), Hansmatz (Hans-Matthias), Preiß'n usw.
Um 1910 wurde als Reaktion auf ein Brandunglück von 1907 die Freiwillige Feuerwehr des Ortes gegründet.
Großensterz gehört zur katholischen Pfarrgemeinde Leonberg (Oberpfalz).
Die frühe Geschichte des Dorfes ist eng mit dem Kloster Waldsassen verbunden. Die urkundliche Ersterwähnung erfolgte 1224.

## Persönlichkeiten
- Hans Schön (* 1940 in Großensterz; † 2004 in Kranzberg), Agrarwissenschaftler, Hochschullehrer und Gründungspräsident der Bayerischen Landesanstalt für Landwirtschaft